# Senis
Senis (sardisk: Sènis) er en by og en kommune (comune) i provinsen Oristano i regionen Sardinien i Italien. Byen ligger i 256 meters højde og har 440 indbyggere (2016). Kommunen har et areal på 16,06 km² og grænser til kommunerne Assolo, Asuni, Laconi, Nureci og Villa Sant'Antonio.